# Saint-Gondran
Saint-Gondran é uma comuna francesa na região administrativa da Bretanha, no departamento Ille-et-Vilaine. Estende-se por uma área de 4,4 km². Em 2010 a comuna tinha 563 habitantes (densidade: 128 hab./km²).